# Plamen Getov
Plamen Getov (bulgare : Пламен Гетов) (né le 4 mars 1959 à Pleven en Bulgarie) est un footballeur professionnel bulgare.

## Biographie
Grand tireur de coups francs, Getov commence par jouer dans l'équipe jeune du FK Spartak Varna puis signe en pro au Spartak Pleven (1979–88, 1995–98). Il est ensuite prêté au FC Beloslav, puis joue au CSKA Sofia (août–décembre 1988), PFK Etar 1924 (1991–92), Levski Sofia (1992–93), PFK Sumen (1993–94) et Tcherno More Varna (1994), ainsi qu'au Portugal au Portimonense SC (Janvier 1989–1991 et GD Chaves (janvier–juin 1995). 
Il remporte le championnat bulgare avec le CSKA Sofia en 1989 et avec Levski Sofia en 1993, et est nommé meilleur joueur du championnat en 1992–93.
Getov prend sa retraite à 39 ans, ayant joué un total de 286 matchs pour 165 buts en première division, dont 108 pour le Spartak Pleven.
En équipe de Bulgarie, il joue 25 matchs pour 4 buts. Il joue les 4 matchs bulgares lors de la coupe du monde de football 1986 au Mexique, marquant contre la Corée du Sud (match nul 1–1).